# Honda Stream

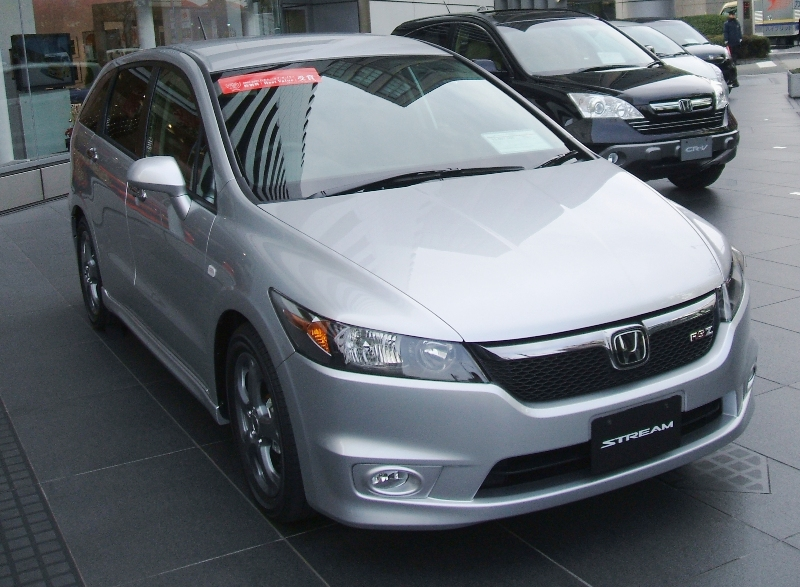
Honda Stream RSZ.

Honda Stream presenterades år 2000 och är en sjusitsig MPV i det mindre segmentet. Modellen ersatte Honda Shuttle. Formen hos Stream bryter med gängse minibussideal genom sin smala och låga kaross och den marknadsfördes också som ett "sportigt alternativ". Modellen byggde på samma bottenplatta som Honda Civic och såldes med två motorer på 1,7 respektive 2,0 liter. Det mest anmärkningsvärda med Streams design är utformningen av baklyktorna som är gjord i ett enda segment som går som ett valv över bakrutan. I Sverige fasades modellen ut 2004, eftersom den sålde dåligt, men i övriga världen finns den fortfarande till försäljning. I Sverige har idag FR-V fyllt luckan efter Stream i Hondas modellflora.